# 1440p
Il termine 1440p indica una categoria di risoluzioni video, caratterizzate da una risoluzione verticale di 1440 linee e dalla scansione progressiva e non interlacciata. Il 1440p è caratterizzato da rapporto d'aspetto dell'immagine di 16:9 e quindi da una risoluzione orizzontale di 2560 pixel; in questo caso si parla di QHD (Quad HD) o WQHD (Wide Quad HD). La risoluzione di ogni fotogramma è quindi di 2560 × 1440 pixel, 3 686 400 in totale. La cadenza di ripresa del formato può essere implicita o specificata dopo la lettera p, con le consuete notazioni 1440p25 o 1440p/25, indicando 25 Hz.